# مايكل أوستروفسكي
مايكل أوستروفسكي (بالألمانية: Michael Ostrowski)‏ هو كاتب سيناريو وممثل نمساوي، ولد في 3 يناير 1973 في النمسا. من الجوائز التي نالها جائزة رومي ‏.

## أعمال

### أفلام
- (2015) انظر من عاد
- (2017) حيوانات[5][6][7][8]

## جوائز
- جائزة رومي [الإنجليزية]‏

## وصلات خارجية
- مايكل أوستروفسكي على موقع IMDb (الإنجليزية)
- مايكل أوستروفسكي على موقع روتن توميتوز (الإنجليزية)
- مايكل أوستروفسكي على موقع مونزينجر (الألمانية)
- مايكل أوستروفسكي على موقع قاعدة بيانات الأفلام العربية
- مايكل أوستروفسكي على موقع ألو سيني (الفرنسية)
- مايكل أوستروفسكي على موقع أول موفي (الإنجليزية)
- مايكل أوستروفسكي على موقع ديسكوغز (الإنجليزية)
- مايكل أوستروفسكي على موقع قاعدة بيانات الفيلم (الإنجليزية)
- مايكل أوستروفسكي على موقع ليتربوكسد (الإنجليزية)
- مايكل أوستروفسكي على موقع كينوبويسك (الروسية)